# La République (film)
Pour plus de détails, voir Fiche technique et Distribution.
La République est un court métrage français réalisé par Nicolas Pariser, sorti en 2010.

## Synopsis
Un jeune député est confronté à une rumeur - la mort accidentelle du président de la République - qui naît dans la ville de province où il séjourne à l'occasion de l'université d'été de son parti.

## Fiche technique
- Titre : La République
- Réalisation : Nicolas Pariser
- Scénario : Nicolas Pariser
- Photographie : Sébastien Buchmann
- Son : Marie-Clotilde Chéry
- Costumes : Léa Rutkowski
- Montage : Céline Ameslon
- Production : Julien Naveau
- Société de production : Noodles Production
- Pays de production :  France
- Langue originale : français
- Format : couleur - 1,85:1 - Dolby Digital
- Durée : 36 minutes
- Date de sortie : 8 mars 2010

## Distribution
- Thomas Chabrol : François Darcy
- Alain Libolt : Roger Benoît
- Gwenaëlle Simon : Dorothée Vermonte
- Vanessa Larré : Juliette, la journaliste
- Olivier Seror : Grémont
- Shanti Masud : Barbara Benoît
- Bernard Nissile : Bruno Tierce
- Réginald Huguenin	: Chavagne
- Esther Sironneau : Sylvie
- Nicolas Pariser : un énarque
- Virgil Vernier : un énarque
- Arthur Harari : un énarque

## Analyse
Selon Stéphane Kahn, dans la revue Bref : « Si le film met en scène des jeux de pouvoir propres à ruiner nos idéaux, il ne sombre jamais dans le “tous pourris” le guettant. Loin du Chabrol narquois de L’ivresse du pouvoir, encore plus éloigné du Mocky anar d’Une nuit à l’Assemblée nationale ou d’Y a-t-il un Français dans la salle ?, La république ne renonce pas à croire en la vertu des élus, croyance presque trop didactiquement exposée quand le futur candidat, d’abord réticent, explique pourquoi il accepte de se présenter. Entre ce personnage plutôt noble joué par Alain Libolt et l’intrigant cynique que campe Olivier Séror, c’est un équilibre compliqué que trouve Nicolas Pariser.
On le sait, ces gens-là sont des « tueurs »… Le film en prend acte. Et en sort miraculeusement indemne. »

## Distinctions
- Prix Jean-Vigo 2010
- Festival du court métrage en plein air de Grenoble 2010 : Grand Prix[2]